# Vilanjska planina
██ Položaj u Mađarskoj
Vilanjska planina (mađ. Villányi-hegység) je nisko gorje u južnoj Mađarskoj koje se nalazi zapadno od grada Viljana (mađ. Villány), u Baranjskoj županiji sve do sela Edsemartina na zapadu. 
Hrvati u Baranjskoj županiji zovu ovo brdo i imenima Aršanj (Semartin), a u Bačko-kiškunskoj županiji (Santovo) Haršanj. Brdo Haršanj se u pučkim vjerovanjima smatralo sijelom vještica. U svojim ga novelama spominje Janko Leskovar pod imenom "Haršanj".
Njegov najviši vrh Szársomlyó (Harsány-hegy) je visok samo 442 m nadmorske visine. Sultan Sulejman II. je na ovom brdu napravio svoj tabor prije pohoda na Siget.
Na potonjem je neobična flora: na južnim padinama klima pokaziva osobine sredozemne klime. Postotak sredozemnih je preko 20%.
Na vrhu ovog gorja se nalaze ruševine srednjovjekovnog dvorca. 
Cijelo ovo područje je dijelom nacionalnog parka Dunav-Drava (mađ. Duna-Dráva Nemzeti Park).
Gorje je vapnenačko po geološkom sastavu.
Na obroncima ovog brda se 1687. odvila bitka između snaga Svete lige i Turskog Carstva, po ovom brdu zvana i kao aršanjska bitka.